# Vidas Alunderis
Vidas Alunderis (Klaipėda, 27 marzo 1979) è un ex calciatore lituano, di ruolo difensore.

## Caratteristiche tecniche
Terzino destro, poteva giocare anche da centrale difensivo.

## Carriera

### Club
Dopo aver giocato tra la prima e la squadra riserve dello Zalgiris, vestendo anche le maglie di Ardena e Atlantas, nel 2001 tenta l'avventura in Ucraina. Dopo un paio d'anni torna in patria. Nel 2004 prova nuovamente il trasferimento all'estero, firmando per lo Zaglebie Lubin, club di massima divisione polacca. Inizialmente riserva, vince il campionato polacco del 2007 da titolare, contribuendo al successo del club con 23 incontri giocati e 2 reti messe a segno. Nel 2008, dopo quattro anni, fa ritorno in Ucraina. Gioca anche in Austria (LASK Linz), Russia (Baltika e Sibir) e Azerbaigian (Simurq), prima di tornare in Lituania per un ultimo anno all'Atlantas, al quale segue il ritiro dal calcio giocato.
Totalizza più di 300 presenze in carriera.

### Nazionale
Il 18 agosto 1999 debutta in Nazionale contro la Norvegia (1-0). Dopo questo match non è più convocato per quasi quattro anni, fino al 2003. A fine anno esce nuovamente dal giro della Nazionale, entrando in campo con la Lituania a distanza di altri tre anni, nel 2006. Successivamente è convocato più costantemente fino al 2010, quando non è più preso in considerazione. Totalizza 21 presenze in Nazionale.

## Palmarès

### Club

#### Competizioni nazionali
- Campionato polacco: 1

Zaglebie Lubin: 2006-2007